# Живко Југовић
Живко Југовић (Чачак, Кнежевина Србија, 13. март 1855 ― Београд, Краљевина Србија, 24. септембар 1908) био је српски сликар, иконописац и учитељ цртања.

## Биографија
Југовић је завршио гимназију у Београду пре него што га је београдски митрополит Михаило послао у Царску Русију на више образовање и специјализацију за иконографију.
Југовић је на специјализацији боравио у Сергијевом Посаду, Тројице-Сергијевој лаври (1870), Кијево-печерској лаври (1871–1873), Московској школи сликарства, вајарства и архитектуре (1873), а касније му је Министарство просвете у Србији омогућило да студира у Италији на Академији лепих уметности у Венецији (1877–1878), Академији лепих уметности у Фиренци (1879) и у Немачкој на Академији ликовних уметности у Минхену (1880).
По повратку у Србију радио је као наставник цртања у гимназији у Крагујевцу, а од 1889. до смрти предавао је у београдској реалној гимназији.
Југовић је осликао десет иконостаса, у сваки од њих уткавши нове уметничке трендове. Његова дела могу се видети у Грабовцу (1893), цркви Светог Великомученика Димитрија у Лесковцу (1894), Пакрацу (где је радио са колегом сликаром Стевом Тодоровићем), Јагодини, Трнави и у цркви Ружици у Београду (1901).
Југовић је доста радио са својим асистентом Миланом Миловановићем. Осликали су заједно иконостасе у Крушевцу (1903) и Крагујевцу (1904).